# 1825 dans les chemins de fer
chronologie des chemins de fer
1824 dans les chemins de fer - 1825 - 1826 dans les chemins de fer

## Évènements
- 27 septembre, Royaume-Uni : inauguration du Stockton and Darlington railway.

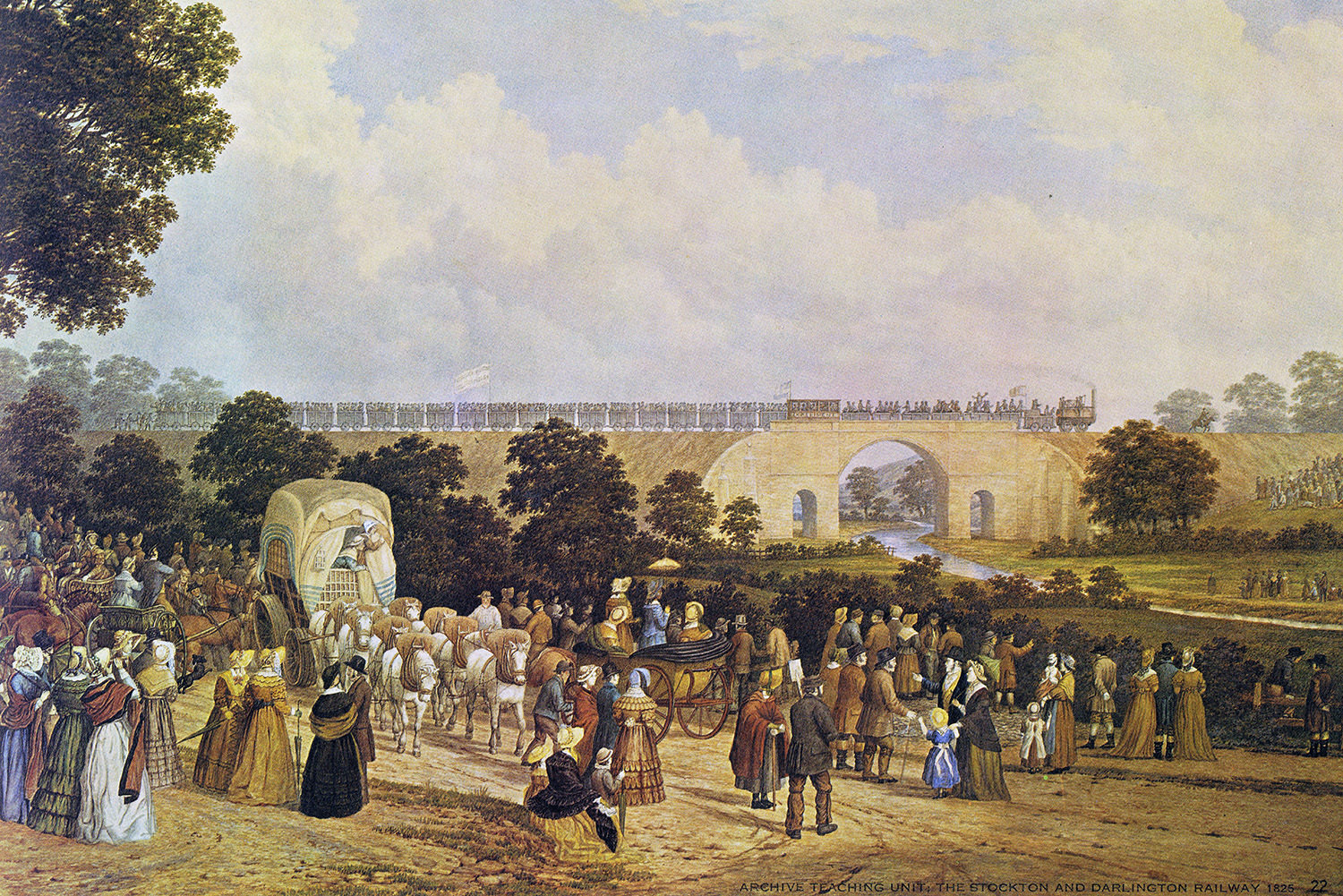
Inauguration du Stockton and Darlington railway (tableau de 1875).

## Naissances
- x

## Décès
- x